# Aleksandras Dambrauskas
Aleksandras Dambrauskas (en polonais : Dombrowski ou Dąbrowski), né le 8 septembre 1860 à Kuronys (lt) et mort le 19 février 1938 à Kaunas, connu sous le pseudonyme d’Adomas Jakštas, et en espéranto comme Aleksandro Dombrovski, est un prêtre puis prélat catholique et espérantiste lituanien. Ayant appris l’espéranto l’année de sa création, il est le premier espérantiste lituanien connu et un pionnier de l’espéranto en Lituanie.

## Biographie

### Jeunesse
Aleksandras Dambrauskas nait le 8 septembre 1860 à Kuronys (lt). Ses parents sont Andrius Dambrauskas et Kotryna Vaičiūnaitė et sont paysans sur un parcelle de dix hectares. Il apprend le lituanien avec son oncle, et ce, secrètement, car l’apprentissage du lituanien est interdit.
Entre 1872 et 1880, il étudie au gymnasium de Šiauliai. Il s’intéresse particulièrement aux mathématiques et à des problèmes comme la quadrature du cercle ou la trisection de l’angle. Entre 1880 et 1881, il étudie les mathématiques à l’université de Saint-Pétersbourg. En 1881, il abandonne les mathématiques et apprend la théologie au séminaire de Kaunas jusqu’en 1884, année durant laquelle il rejoint l’académie de théologie de Saint-Pétersbourg pour se perfectionner en théologie,. Il termine ses études en 1888, obtient une maitrise en théologie et est ordonné prêtre catholique,.
En 1887, encore étudiant à Saint-Pétersbourg, il apprend l’existence de l’espéranto. Il envoie une carte postale à Louis-Lazare Zamenhof, initiateur de la langue, avec la promesse d’apprendre au plus vite l’espéranto. Une semaine après avoir reçu le livret d’apprentissage, il envoie une lettre en espéranto à Zamenhof en espéranto. Il est de fait le premier espérantiste lituanien. Il est référencé dans l’Adresaro de la Esperantistoj (eo), avec le numéro 186.

### Exil

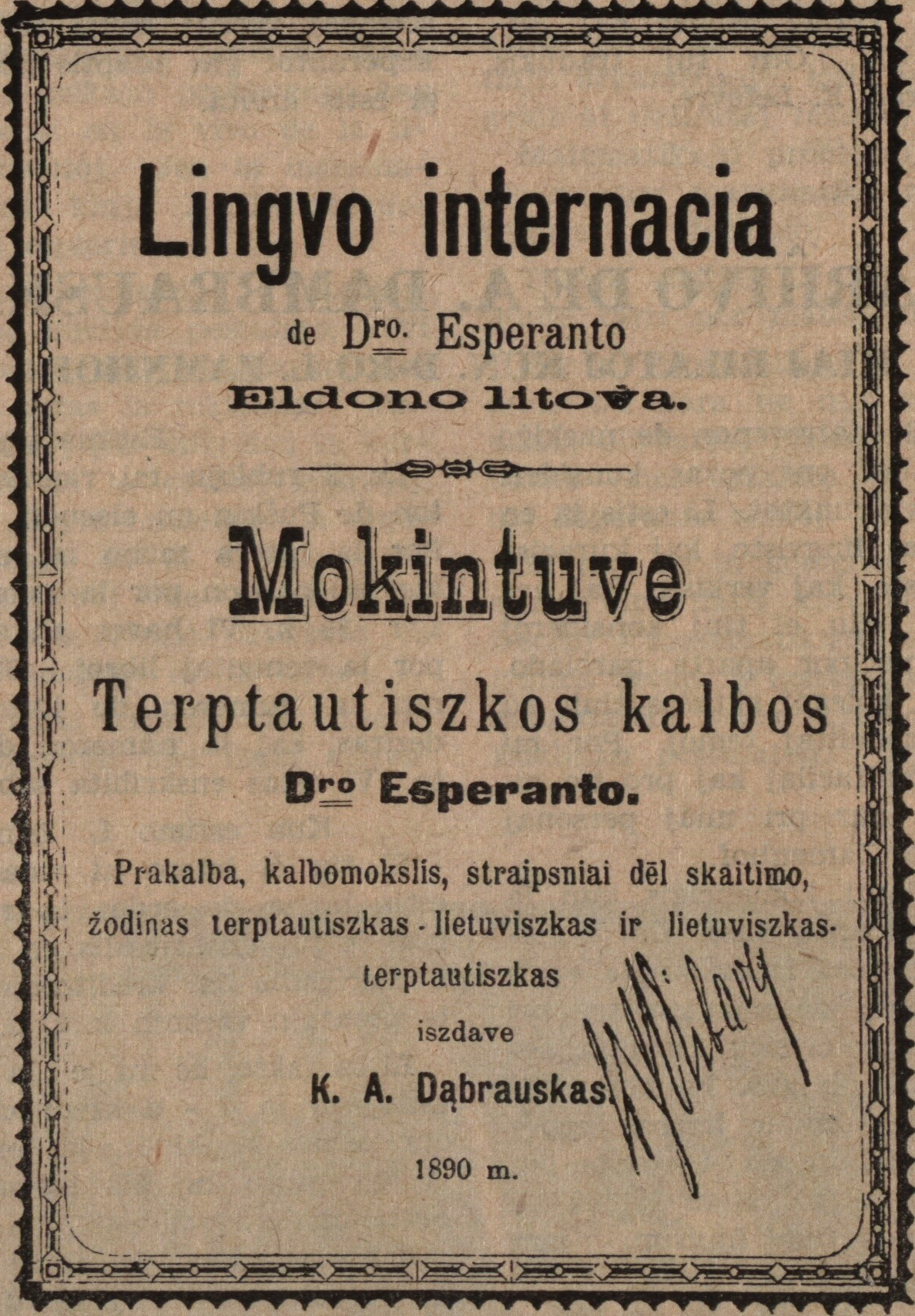
Couverture du livre d’apprentissage de l’espéranto, publié en 1890.

À l’automne 1888, Aleksandras Dambrauskas commence à travailler au gymnasium de Panevėžys en tant que chapelain.
En 1889, il refuse de suivre l’ordre d’envoyer des étudiants catholiques dans une église orthodoxe,. En conséquence de son refus, il est exilé à Oustioujna,.
En 1890, il écrit et édite le premier livre d’apprentissage de l’espéranto destiné au lituanophones. Le livre est banni par la censure russe. Pour contourner le bannissement, le livre est édité en 1890 à Tilsit et introduit clandestinement en Lituanie.
En 1895, son exil prend fin et il s’installe à Kaunas. Considéré comme une personne peu fiable, il a beaucoup de mal à trouver une fonction. Il passe plusieurs années sans occupation stable. Il officie à Kaunas comme chapelain en prison. En 1898, il devient professeur au séminaire des prêtres de Kaunas.

### Passage par Saint-Pétersbourg
En 1902, Aleksandras Dambrauskas est invité à enseigner à l’académie de théologie de Saint-Pétersbourg, où il reste jusqu’en 1906,.
Lors de sa création en 1905, il devient membre du Lingva Komitato (eo).
En 1905, il écrit le recueil de poèmes Versaĵareto. Les poèmes de ce recueil ont un caractère religieux. Ce recueil contient des poèmes déjà publiés en 1893 dans le Preĝareto, de Louis de Beaufront. Le premier poème est un hymne dédié au congrès de Boulogne-sur-Mer. La préface présente une exploration pour trouver ce qui fait la grandeur de la poésie. Chacun des poèmes est en rimes, et tous expriment des pensées soit profondes, soit charmantes.
Bien qu’ayant abandonné l’étude des mathématiques à l’université, il n’a jamais abandonné leurs pratiques. Ainsi, il publie en 1905 et 1906 deux travaux, écrits en espérant, traitant de mathématiques,. Sa méthode de travail est précise et logique.
En 1906, dans le Ruslanda Esperantisto (eo), il polémique contre l’hillélisme et l’homaranisme, anonymement lancé par Zamenhof. 

### Installation à Kaunas
Après l’insurrection lituanienne de 1905, il retourne à Kaunas durant l’été 1906,. Il s’investit activement dans le clergé lituanien,. Ainsi, il enseigne dans un séminaire pour le reste de sa vie. Il fonde également, en 1906, la société d’édition de Saint Casimir, dont il devient président en 1907. Il écrit journaux, livres d’études, prêches, admonitions, conseils, critiques, satires.
En 1914, il devient prélat. En 1922, il devient professeur honorifique de l’université lituanienne. En 1926, il devient président de l’académie catholique lituanienne des sciences. Il devient docteur honorifique de mathématiques et sciences naturelles en 1928, et de philosophie en 1932. Il écrit pour les revues Draugija (1906-14, 1919-23, 1937-38), Nedėldienio skaitymas (1906-07), Garnys (1910-14, 1924-29), Ateitis (1911-14, 1916-19) et d’autres. Il écrit plusieurs livres et articles de littérature, de théologie, de philosophie et de sciences en lituanien, russe, polonais, latin et espéranto. Il connait également d’autres langues : belarus, bulgare, tchèque, français, allemand, grec, hébreu, italien, serbe et ukrainien.
Il écrit quelques chansons et brochures scientifiques. Trois de ses poèmes sont publiés par Zamenhof dans le Fundamenta Krestomatio. Il est membre de l’Académie d’Espéranto entre 1923 et 1937. Il est le premier président de Litova Esperanto Asocio (LEA) (1919-1928), puis son président honorifique jusqu’à sa mort. Il cofonde Internacia Kalika Unuiĝo Esperantista (IKUE) en 1910, mais après la première guerre mondiale s’active dans l’internationale catholique. Il compile le Litova Almanako (1923). et est le premier rédacteur de la Litova Stelo (1922-26). Il collabore avec l’Espérantiste, Lingvo Internacia, Espero Katolika, La Revuo, Ruslanda E-isto, Literaturo, Universo et d’autres journaux espérantistes. En 1930 apparait sa collection, en lituanien, de biographies, dont celle de Zamenhof, faisant 46 pages. Cette biographie sera rééditée en 2002 sous le nom Svajotojas, avec une longue postface de P. Čeliauskas. Directeur de Internacio Katolika (IKA) pour les lituaniens.

### Mort

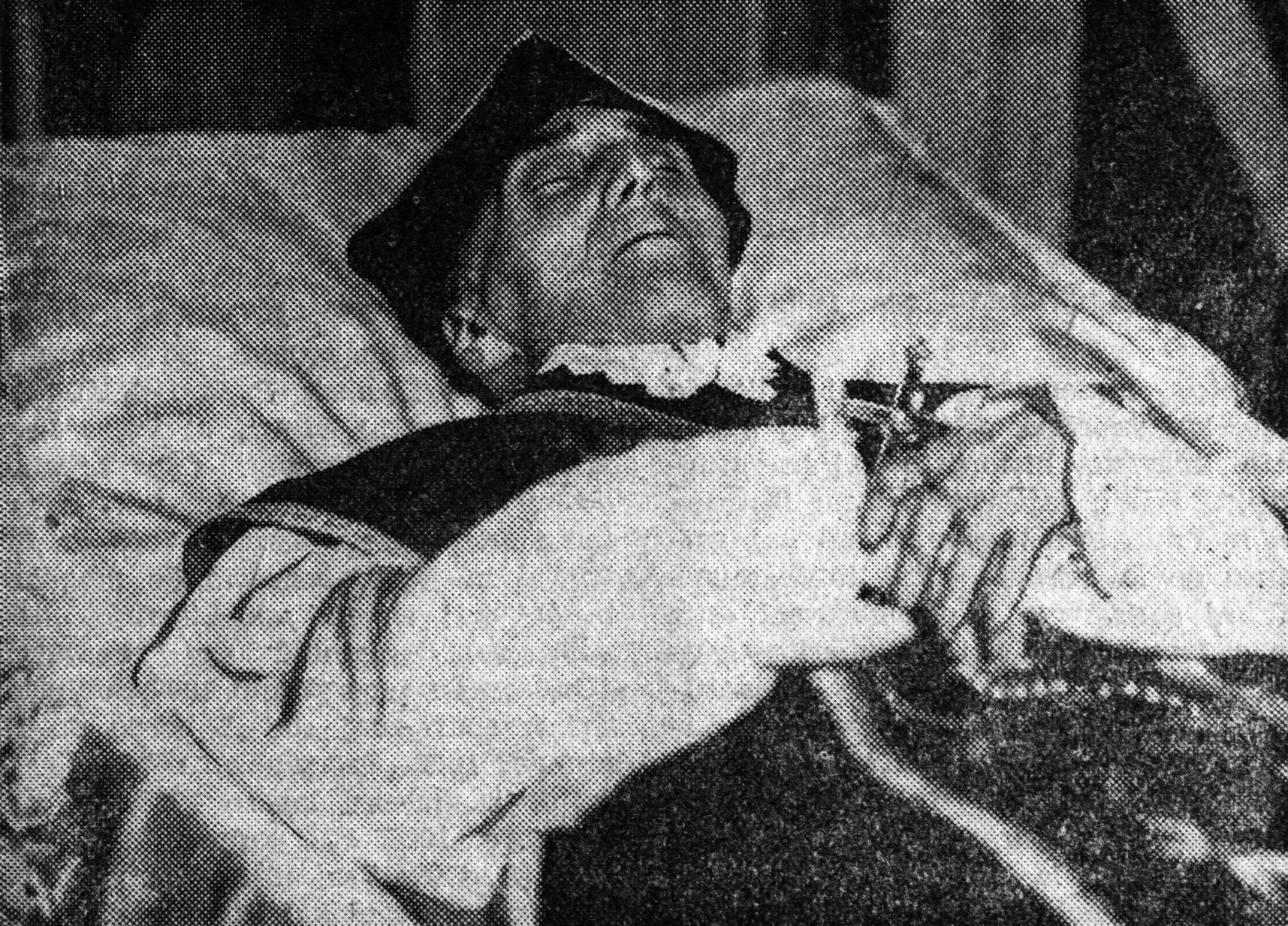
Aleksandras Dambrauskas sur son lit de mort.

Aleksandras Dambrauskas meurt le 19 février 1938, à l’âge de 77 ans,. Il est enterré près du mur nord de la cathédrale de Kaunas,.

## Hommages

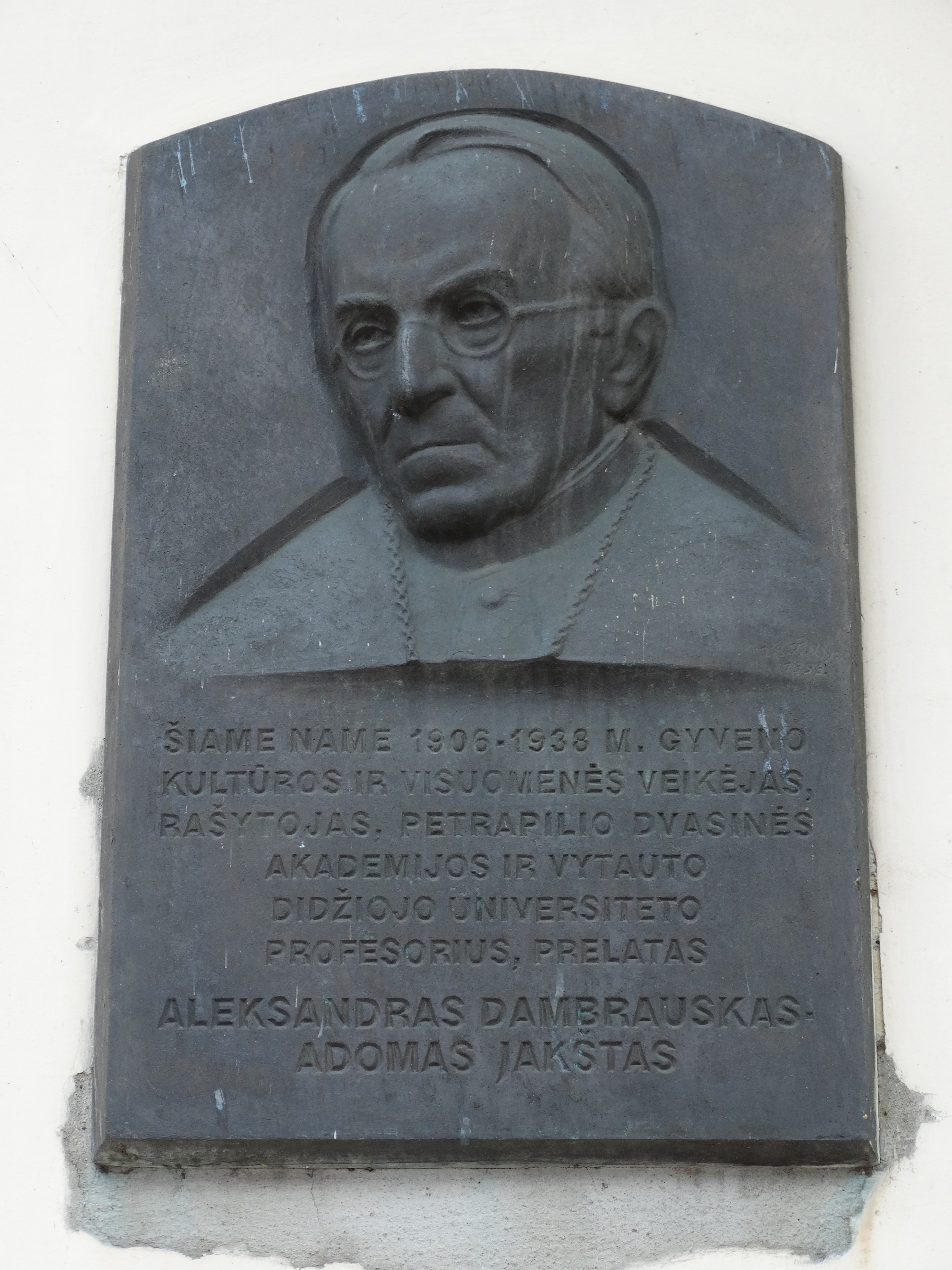
Plaque sur la maison de Kaunas où Aleksandras Dambrauskas a vécu de 1906 à 1938.
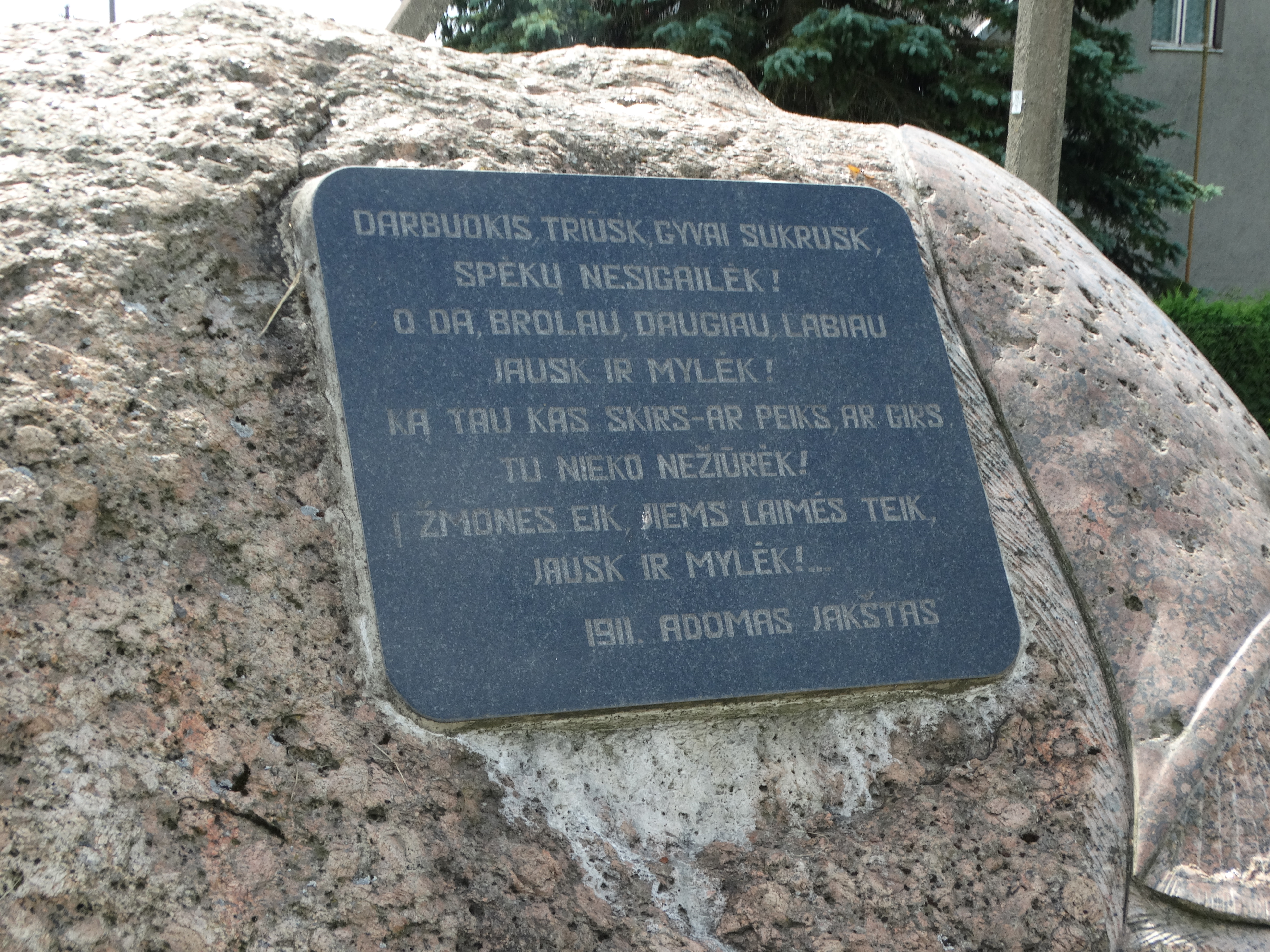
Plaque avec un poème, signé sous son pseudonyme Adomas Jakštas.
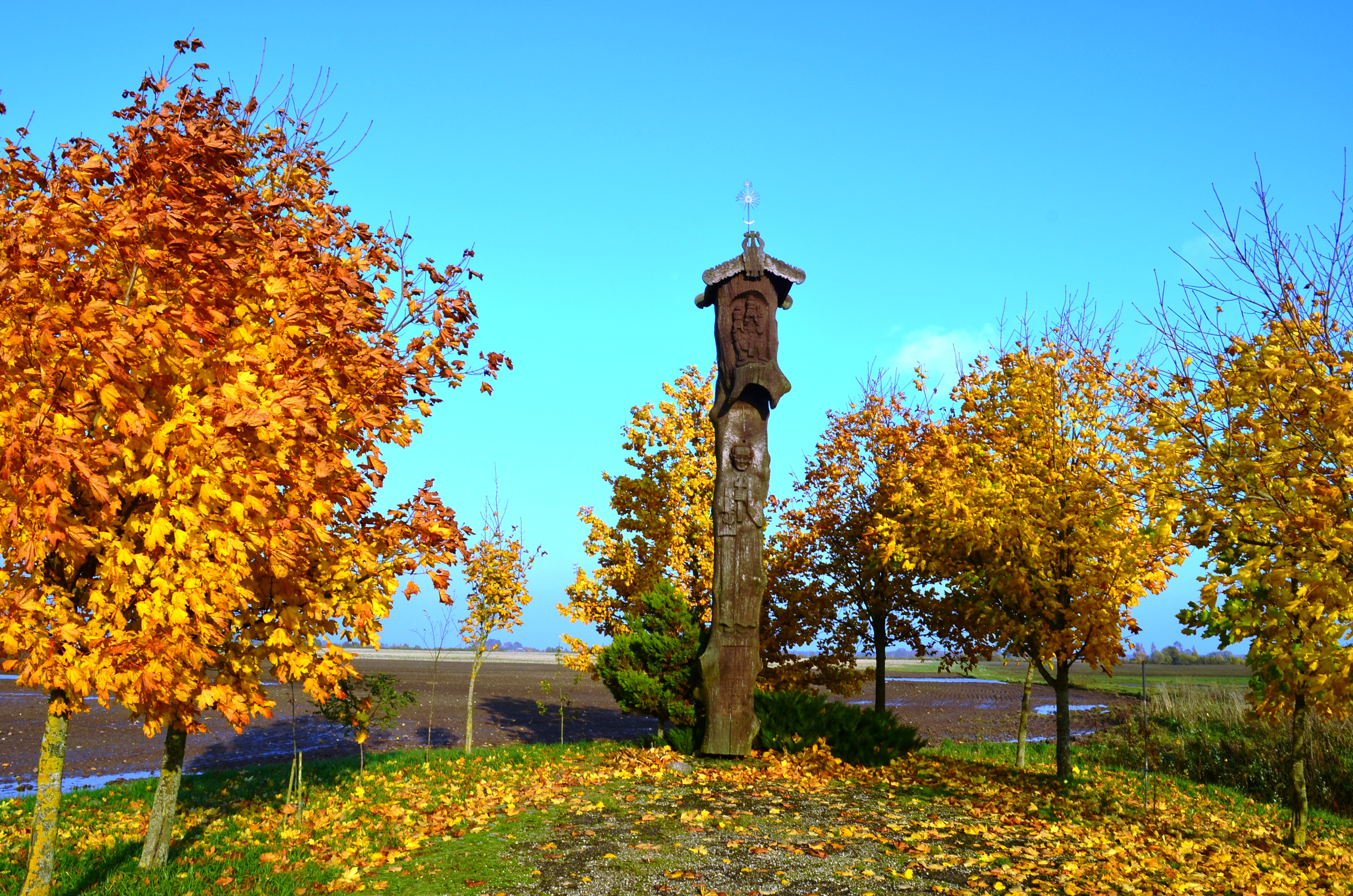
Statue en bois, dressée à Kuronys, où Aleksandras Dambrauskas est né.

## Œuvres

### En espéranto
- (eo) Aleksandras Dambrauskas et Juozas Naujalis, Kanto dediĉita al la societo “Espero” por la 10-jara jubileo, Saint-Pétersbourg, 1902, 3 p.
- (eo) Versaĵareto, Saint-Pétersbourg, D. P. Vejsbrut, 1905, 29 p.
- (eo) Pri novaj trigonometriaj sistemoj, Berlin, MundB, 1905, 36 p.
- (eo) Pri unu speco de kurbaj linioj, koncernantaj la V-an Eŭklidan postulaton, Berlin, MundB, 1906, 23 p.
- (eo) Aleksandras Dambrauskas et J. Guivy, Himno : Kanto esperantista, Paris, PES, 1907, 2 p.
- (eo) Malgrandaj pensoj pri grandaj demandoj, 1908, 216 p.
- (eo) Esperanto, kiel scienca helpilo, 1910, 5 p.
- (eo) Aleksandras Dambrauskas et J. Naujalis, Kantoj por miksita ĥoro, 1912
- (eo) Kelkaj vortoj pri scienca literaturo en Esperanto, 1912

### En lituanien
- (lt) Mokintuve Terptautiszkos kalbos d-ro Esperanto [« Livre d’étude de la langue internationale pour les lituaniens »], Tilsit, Schoenke, 1890, 69 p., 8 × 12 cm
- (lt) Dainų skrynelė, 1894
- (lt) Nakties matymai, 1906
- (lt) Vyskupas Antanas Baranauskas kaipo matematikas, 1907
- (lt) Rudens aidai, 1911
- (lt) Mūsų, alfabeto klausimas, 1914
- (lt) Primutinės (10-ties metų) spaudos atgavimo sukaktuvės, 1914-1914, 1914
- (lt) Neva juokai, neva ašaros, 1915
- (lt) Ekspresionizmas dailėje ir poezijoje, 1921
- (lt) Lirika, 1930
- (lt) Šypt-šypt!, 1931
- (lt) Mūsų, naujoji literatūra, 1923-1924
- (lt) Meno kūrybos problemos, 1931
- (lt) Svajotojas [« Rêveur »]  (postface P. Čeliauskas), 2002